# Neoscirula oliveirai
Neoscirula oliveirai är en spindeldjursart som beskrevs av Den Heyer och Castro 2008. Neoscirula oliveirai ingår i släktet Neoscirula och familjen Cunaxidae. Inga underarter finns listade i Catalogue of Life.